# Stand Up (Jethro Tull)
| Recensione       | Giudizio |
| ---------------- | -------- |
| AllMusic         |          |
| Rolling Stone    |          |
| Progarchives     |          |
| George Starostin | [ 3 ]    |

Stand Up è il secondo album in studio del gruppo di rock progressivo inglese Jethro Tull, pubblicato nel 1969.

## Storia
(da "We used to know")
L'album, diversamente dal precedente, è caratterizzato da un allontanamento dalle sonorità blues verso un sound più vicino al rock probabilmente dovuto all'abbandono del chitarrista Mick Abrahams per contrasti con Ian Anderson che diventerà così leader del gruppo.
Il nuovo chitarrista Martin Barre sarà l'unico membro, insieme a Anderson, a rimanere nel gruppo per oltre quarant'anni.
In Stand Up vengono utilizzati strumenti all'epoca inusuali per la musica rock dell'epoca come la balalaica, il mandolino e l'onnipresente flauto traverso. La copertina dell'album rappresenta i Jethro Tull (Ian Anderson, Martin Barre, Clive Bunker e Glenn Cornick), al suo interno vi è un pop-up dei membri del gruppo.
In esso sono contenuti i primi abbozzi di musica medievale (Jeffrey Goes to Leicester Square), di rock e progressive rock (Nothing Is Easy o We Used to Know), di musica orientale (Fat Man) e di folk acustico (Look Into the Sun, Reasons for Waiting).

## Tracce
Tutte le canzoni sono state scritte da Ian Anderson, eccetto ove indicato:
1. A New Day Yesterday - 4:10
2. Jeffrey Goes to Leicester Square - 2:12
3. Bourée - Johann Sebastian Bach, Ian Anderson - 3:46
4. Back to the Family - 3:48
5. Look Into the Sun - 4:20
6. Nothing Is Easy - 4:25
7. Fat Man - 2:52
8. We Used to Know - 3:59
9. Reasons for Waiting - 4:05
10. For a Thousand Mothers - 4:13

Bonus track presenti nella versione del 2001:
1. Living in the Past (brano musicale) - 3:20
2. Driving Song - 2:39
3. Sweet Dream - 4:02
4. 17 - 3:07

## Stand Up "Collector's Edition" (2010)

### Disco 1
1. A New Day Yesterday [2001 Digital Remaster]
2. Jeffrey Goes To Leicester Square [2001 Digital Remaster]
3. Bouree [2001 Digital Remaster]
4. Back To The Family [2001 Digital Remaster]
5. Look Into The Sun [2001 Digital Remaster]
6. Nothing Is Easy [2001 Digital Remaster]
7. Fat Man [2001 Digital Remaster]
8. We Used To Know [2001 Digital Remaster]
9. Reason For Waiting [2001 Digital Remaster]
10. For A Thousand Mothers [2001 Digital Remaster]
11. Living In The Past [2001 Digital Remaster]
12. Driving Song [2001 Digital Remaster]
13. Sweet Dream [2001 Digital Remaster]
14. 17 [2010 Digital Remaster]
15. Living In The Past [Original Mono Single Version] [2001 Digital Remaster]
16. Bouree [Top Gear BBC Radio Session]
17. A New Day Yesterday [Top Gear BBC Radio Session]
18. Nothing Is Easy [Top Gear BBC Radio Session]
19. Fat Man [Top Gear BBC Radio Session]
20. Stand Up (US Radio Spot #1) [2010 Digital Remaster]
21. Stand Up (US Radio Spot #2) [2010 Digital Remaster]

### Disco 2
Live At Carnegie Hall
1. Nothing Is Easy
2. My God
3. With You There To Help Me/By Kind Permission Of (John Evan)
4. A Song For Jeffrey
5. To Cry You A Song
6. Sossity, You're A Woman/Reasons For Waiting/Sossity, You're A Woman
7. Dharma For One (Ian Anderson/Clive Bunker)
8. We Used To Know
9. Guitar Solo
10. For A Thousand Mothers

### DVD
Live At Carnegie Hall [DTS Surround Mix, No Video]
1. Introduction
2. Nothing Is Easy
3. My God
4. With You There To Help Me/By Kind Permission Of (Evan)
5. A song For Jeffrey
6. To Cry You A Song
7. Sossity, You're A Woman/Reasons For Waiting/Sossity, You're A Woman
8. Dharma For One (Anderson/Bunker)
9. We Used To Know
10. Guitar Solo
11. For A Thousand Mothers

° Il concerto tenuto alla Carnegie Hall il 4 novembre 1970 venne pubblicato anche in vinile nel 2015 nell'omonimo album

## Stand Up - The Elevated Edition (2016)

### Disco 1
1. A New Day Yesterday (Steven Wilson Remix)
2. Jeffrey Goes To Leicester Square (Steven Wilson Remix)
3. Bouree (Steven Wilson Remix)
4. Back To The Family (Steven Wilson Remix)
5. Look Into The Sun (Steven Wilson Remix)
6. Nothing Is Easy (Steven Wilson Remix)
7. Fat Man (Steven Wilson Remix)
8. We Used To Know (Steven Wilson Remix)
9. Reasons For Waiting (Steven Wilson Remix)
10. For A Thousand Mothers (Steven Wilson Remix)
11. Living In The Past (Steven Wilson Remix)
12. Driving Song (Steven Wilson Remix)
13. Bouree (Morgan Version) [Steven Wilson Remix]
14. Living In The Past (Stereo)
15. Driving Song (Stereo)
16. A New Day Yesterday (Top Gear BBC Radio Session)
17. Fat Man (Top Gear BBC Radio Session)
18. Nothing Is Easy (Top Gear BBC Radio Session)
19. Bouree (Top Gear BBC Radio Session)

### Disco 2
1. Introduction (Live At The Stockholm Konserthuset - 9th January 1969) [Second Show]
2. My Sunday Feeling (Live At The Stockholm Konserthuset - 9th January 1969) [Second Show]
3. Martin's Tune (Live At The Stockholm Konserthuset - 9th January 1969) [Second Show]
4. To Be Sad Is a Mad Way to Be (Live At The Stockholm Konserthuset - 9th January 1969) [Second Show]
5. Back To The Family (Live At The Stockholm Konserthuset - 9th January 1969) [Second Show]
6. Dharma for One (Live At The Stockholm Konserthuset - 9th January 1969) [Second Show]
7. Nothing Is Easy (Live At The Stockholm Konserthuset - 9th January 1969) [Second Show]
8. A Song for Jeffrey (Live At The Stockholm Konserthuset - 9th January 1969) [Second Show]
9. To Be Sad Is a Mad Way to Be (Live At The Stockholm Konserthuset - 9th January 1969) [First Show Version]
10. Living In The Past (Mono)
11. Driving Song (Mono)
12. Stand Up (US Radio Spot #) [2010 Remastered Version]
13. Stand Up (US Radio Spot #2) [2010 Remastered Version]

### DVD
1. A New Day Yesterday (Steven Wilson Remix) [96/24 PCM Stereo]
2. Jeffrey Goes To Leicester Square (Steven Wilson Remix) [96/24 PCM Stereo]
3. Bouree (Steven Wilson Remix) [96/24 PCM Stereo]
4. Back To The Family (Steven Wilson Remix) [96/24 PCM Stereo]
5. Look Into The Sun (Steven Wilson Remix) [96/24 PCM Stereo]
6. Nothing Is Easy (Steven Wilson Remix) [96/24 PCM Stereo]
7. Fat Man (Steven Wilson Remix) [96/24 PCM Stereo]
8. We Used To Know (Steven Wilson Remix) [96/24 PCM Stereo]
9. Reasons For Waiting (Steven Wilson Remix) [96/24 PCM Stereo]
10. For A Thousand Mothers (Steven Wilson Remix) [96/24 PCM Stereo]
11. Living In The Past (Steven Wilson Remix) [96/24 PCM Stereo]
12. Driving Song (Steven Wilson Remix) [96/24 PCM Stereo]
13. Bouree (Morgan Version) [96/24 PCM Stereo]
14. A New Day Yesterday (Steven Wilson Remix) [DD/DTS 5.1 Surround]
15. Jeffrey Goes To Leicester Square (Steven Wilson Remix) [DD/DTS 5.1 Surround]
16. Bouree (Steven Wilson Remix) [DD/DTS 5 1 Surround]
17. Back To The Family (Steven Wilson Remix) [DD/DTS 5.1 Surround]
18. Look Into The Sun (Steven Wilson Remix) [DD/DTS 5.1 Surround]
19. Nothing Is Easy (Steven Wilson Remix) [DD/DTS 5.1 Surround]
20. Fat Man (Steven Wilson Remix) [DD/DTS 5.1 Surround]
21. We Used To Know (Steven Wilson Remix) [DD/DTS 5.1 Surround]
22. Reasons For Waiting (Steven Wilson Remix) [DD/DTS 5.1 Surround]
23. For A Thousand Mothers (Steven Wilson Remix) [DD/DTS 5.1 Surround]
24. Living In The Past (Steven Wilson Remix) [DD/DTS 5.1 Surround]
25. Driving Song (Steven Wilson Remix) [DD/DTS 5.1 Surround]
26. Bouree (Morgan Version) [Steven Wilson Remix] [DD/DTS 5 1 Surround]
27. A New Day Yesterday (96/24 Flat Transfer - Original Stereo Master)
28. Jeffrey Goes To Leicester Square (96/24 Flat Transfer - Original Stereo Master)
29. Bouree (96/24 Flat Transfer - Original Stereo Master)
30. Back To The Family (96/24 Flat Transfer - Original Stereo Master)
31. Look Into The Sun (96/24 Flat Transfer - Original Stereo Master)
32. Nothing Is Easy (96/24 Flat Transfer - Original Stereo Master)
33. Fat Man (96/24 Flat Transfer - Original Stereo Master)
34. We Used To Know (96/24 Flat Transfer - Original Stereo Master)
35. Reasons For Waiting (96/24 Flat Transfer - Original Stereo Master)
36. For A Thousand Mothers (96/24 Flat Transfer - Original Stereo Master)
37. Living In The Past (96/24 Flat Transfer - Original Mono Mix)
38. Driving Song (96/24 Flat Transfer - Original Mono Mix)
39. Living In The Past (96/24 Flat Transfer - Original Stereo Mix)
40. Driving Song (96/24 Flat Transfer - Original Stereo Mix)
41. To Be Sad Is A Mad Way To Be (Live At The Stockholm Konserthuset - 9th January 1969)
42. Back To The Family (Live At The Stockholm Konserthuset - 9th January 1969)

## Brani

### A New Day Yesterday
Brano che denota l'ancora forte influenza blues presente nell'album. Il testo lamenta una relazione amorosa impossibile a causa di suoi impegni. La canzone è stata spesso riproposta dal vivo in diverse versioni radicalmente riarrangiate.

### Jeffrey Goes to Leicester Square
Così come Song for Jeffrey, anche la seconda traccia dell'album si riferisce a Jeffrey Hammond, amico di Anderson che, due anni più tardi, diverrà il secondo bassista della band per ordine cronologico.

### Bourée
Pezzo storico della band; si tratta di un rifacimento in chiave moderna della Bourrée inserita nel quinto movimento della suite in mi minore per liuto (BWV 996) di Johann Sebastian Bach.

Il pezzo è strumentale ed esalta i virtuosismi di Ian Anderson al flauto traverso e Glenn Cornick al basso.

### Back to the Family
La canzone riguarda il doppio stato d'animo che il narratore prova in riferimento al proprio stile di vita. Da una parte lo stress che non gli concede un attimo di pace: tornare a vivere in famiglia sembrerebbe la cura migliore. Dall'altra parte, una volta ritornato alla vecchia casa, la noia che lo investe facendogli ricordare i motivi per i quali se n'era andato di casa. Inizia a sentire la mancanza della vita in città, pur con tutti i problemi ("I think I enjoyed all my problems").
Ma una volta ripreso quello stile di vita, ritorna lo stress e la voglia di cambiare, come in un circolo vizioso.

### Look into the Sun
Una canzone acustica d'amore.

### Nothing Is Easy
Celebre l'attacco con un la sostenuto al flauto (divenuto un sol nelle odierne esibizioni live), per poi proseguire con un rock molto frenetico. Il testo, come si intuisce dal titolo, suggerisce che non c'è nulla di facile e che per superare ogni genere di difficoltà conviene fare buon viso a cattivo gioco.

### Fat Man
Si tratta di un pezzo umoristico dall'aria orientaleggiante in cui Anderson semplicemente dice che non vorrebbe essere un uomo grasso e che è felice di essere magro. Vengono passate in rassegna diverse situazioni in cui l'uomo magro è avvantaggiato rispetto all'uomo grasso, tranne nel caso in cui rotolassero entrambi dalla cima di una montagna e quest'ultimo vincerebbe di sicuro. La canzone è forse una delle primissime esperienze di musica orientale della band e di Anderson che, molti anni più tardi, riprenderà questo genere.

### We Used to Know
Il testo riguarda con ogni probabilità la dura vita dei componenti della band alla fine degli anni sessanta. La progressione armonica del brano ricorda molto quella della successiva Hotel California degli Eagles, al punto che sono in molti a sostenere che We Used to Know sia stata in un certo senso il banco di prova per il più famoso brano della band statunitense.

### Reasons for Waiting
Altra canzone d'amore acustica, sulla scia di Look into the Sun.

### For a Thousand Mothers
La canzone riflette il difficile rapporto di Ian Anderson con i propri genitori, una topica che sarà presente in diverse canzoni del successivo album Benefit, ma anche nella stessa Back to the Family.

Dal testo traspare un sentimento di rivincita da parte del narratore nei confronti dei genitori i quali sostenevano, prima della raggiunta fama, che il figlio non sarebbe mai diventato ciò che ora è (Saying I'll never be what I am now).
Il titolo ("Per mille madri") e la dedica finale suggeriscono che la canzone sia dedicata a tutti quei genitori che non concedono ai figli lo spazio per muoversi e per trovare se stessi, per scegliere la propria strada, anziché quella disegnata da mother e father.

### Living in the Past
La prima bonus track inserita nella rimasterizzazione del 2001 è uno dei classici della band, edito nel 1972 nell'Living in the Past (album).

### Driving Song
Come Living in the Past anche Driving Song è stata pubblicata per la prima volta nell'album Living in the Past. Il testo commenta la dura annata in termini di impegni che dovette sostenere la band quell'anno, tre tour negli USA e due in Europa per un totale di centoquarantasette concerti, oltre alla registrazione di Stand Up.

### Sweet Dream
Terza bonus track dell'album, inserita nella raccolta Living in the Past ma edita come singolo nel 1969, il testo tratta di un uomo che cerca di attrarre una giovane adolescente, promettendole l'esaudirsi di tutti i suoi desideri, anche se in realtà la vuole sfruttare come prostituta.

### 17
Quarta e ultima bonus track edita nel 1969 come lato B del singolo Sweet Dream. Il narratore ricorda di quando aveva diciassette anni (ne aveva ventuno quando fu composta) e della vita spensierata di quell'età.

## Formazione
- Ian Anderson - voce, chitarra folk, flauto, pianoforte, organo Hammond, mandolino, balalaica
- Martin Barre - chitarra elettrica, flauto
- Glenn Cornick - basso, voce
- Clive Bunker - batteria, percussioni